# Sakerock
 (avril 2023).
La mise en forme du texte ne suit pas les recommandations de Wikipédia : il faut le « wikifier ».
Les points d'amélioration suivants sont les cas les plus fréquents. Le détail des points à revoir est peut-être précisé sur la page de discussion.
- Les titres sont pré-formatés par le logiciel. Ils ne sont ni en capitales, ni en gras.
- Le texte ne doit pas être écrit en capitales (les noms de famille non plus), ni en gras, ni en italique, ni en « petit »…
- Le gras n'est utilisé que pour surligner le titre de l'article dans l'introduction, une seule fois.
- L'italique est rarement utilisé : mots en langue étrangère, titres d'œuvres, noms de bateaux, etc.
- Les citations ne sont pas en italique mais en corps de texte normal. Elles sont entourées par des guillemets français : « et ».
- Les listes à puces sont à éviter, des paragraphes rédigés étant largement préférés. Les tableaux sont à réserver à la présentation de données structurées (résultats, etc.).
- Les appels de note de bas de page (petits chiffres en exposant, introduits par l'outil «  Source ») sont à placer entre la fin de phrase et le point final[comme ça].
- Les liens internes (vers d'autres articles de Wikipédia) sont à choisir avec parcimonie. Créez des liens vers des articles approfondissant le sujet. Les termes génériques sans rapport avec le sujet sont à éviter, ainsi que les répétitions de liens vers un même terme.
- Les liens externes sont à placer uniquement dans une section « Liens externes », à la fin de l'article. Ces liens sont à choisir avec parcimonie suivant les règles définies. Si un lien sert de source à l'article, son insertion dans le texte est à faire par les notes de bas de page.
- La présentation des références doit suivre les conventions bibliographiques. Il est recommandé d'utiliser les modèles {{Ouvrage}}, {{Chapitre}}, {{Article}}, {{Lien web}} et/ou {{Bibliographie}}. Le mode d'édition visuel peut mettre en forme automatiquement les références.
- Insérer une infobox (cadre d'informations à droite) n'est pas obligatoire pour parachever la mise en page.

Pour une aide détaillée, merci de consulter Aide:Wikification.
Si vous pensez que ces points ont été résolus, vous pouvez retirer ce bandeau et améliorer la mise en forme d'un autre article.
Sakerock (サケロック, Sakerokku), SAKEROCK, était un groupe instrumental japonais.
Dirigé par Gen Hoshino, le groupe a été formé en 2000 par des diplômés d'un lycée de Hannō à Saitama. Le groupe a été nommé d'après une chanson de Martin Denny. Le groupe interprète une musique instrumentale inspirante et mélodique influencée par le jazz, le folk, la musique latine et l'exotisme,,. Au cours de la décennie, ils ont sorti plus de 10 albums et mini-albums, y compris des bandes originales de films japonais, des dramas télévisés et des pièces de théâtre. Ils étaient signés par le label Kakubarhythm,.

## Membres
- Gen Hoshino (星野源, Hoshino Gen?) — guitare, xylophone
- Daichi Itō (伊藤大地, Itō Daichi?) — Tambour, percussions

Membre de Cherry's, Good Dog Happy Men et Killing Floor.
- Kenta "Hamaken" Hamano (浜野謙太, Hamano Kenta?) — trombone, scat

Membre d' Asa-Chang & Blue Hats (ASA-CHANG&ブルーハッツ)  , Gentle Forest Jazz Band, Killing Floor, Newday et Zainichi Funk (在日ファンク)  .
- Kei Tanaka (田中馨, Tanaka Kei?) — basse, Ukulélé, guitare

Il quitte le groupe le 26 décembre 2011. Membre de Chopiiin (ショピン)  et Shugo Tokumaru & The Magic Band (トクマルシューゴ＆ザ・マジックバンド)   .
- Takuji Nomura (野村卓史, Nomura Takuji?) — Synthétiseur

Agit toujours en tant que membre de soutien. Membre de Goodluck Heiwa (グッドラックヘイワ) , Natsumen et Wuja Bin Bin.
Gen Hoshino et Kenta Hamano poursuivent tous deux une carrière d'acteur; avec Kei Tanaka et Daichi Itō, ils sont apparus dans le film Kankurō Kudō en 2009, The Shonen Merikensack (少年メリケンサック, Shōnen Merikensakku).

### Albums
- Yuta (2003)
- Yuta (Renewal) (2003)
- Life Cycle(2005)
- Penguin Pull Pale Piles Bandes sonores 「Best」 (2005)
- Tropical Dōchū (トロピカル道中, Toropikaru Dōchū?)  (2006)

avec Asa-Chang et Ren Takada dans le rôle de Sakerock All Stars (サケロックオールスターズ)
- Songs of Instrumental (2006)
- Ojiisan-sensei (おじいさん先生?)  bande originale (2007)
- Penguin Pull Pale Piles #12: Yurameki (ペンギンプルペイルパイルズ#12「ゆらめき」, Pengin Puru Peiruzu #12 Yurameki?)
- Honyarara (ホニャララ?)  (2008)
- Muda (2010)
- Sayonara (2015)

### Mini-albums / EP
- Sakerock (2002) (démo)
- Ian Ryokō (慰安旅行?)  (2004)
- Catchball-ya (キャッチボール屋, Kyatchibōru-ya?)  bande originale (2006)

### Singles
- "Ana o Horu / 2, 3-nin" (穴を掘る / 2、3人?) (2004)
- "Kaishain to Ima no Watashi" (会社員と今の私?) (2008)

Ils ont également contribué à la musique du film Yellow Tears (黄色い涙, Kiiroi Namida)  d'Isshin Inudō avec Arashi qui est basé sur un manga de Shinji Nagashima.

### Vidéos
- "Gūzen no Kiroku" (ぐうぜんのきろく?) (2005)
- "Gūzen no Kiroku 2" (ぐうぜんのきろく2?) (2007)
- "Radical Holiday Sono 0" (ラディカルホリデー その0, Radikaru Horidē Sono 0?) (2008)
- "Radical Holiday Sono 1" (ラディカルホリデー その1, Radikaru Horidē Sono 1?) (2009)
- "Gūzen no Kiroku 3" (ぐうぜんのきろく3?) (2009)
- "Gūzen no Kiroku Final" (ぐうぜんのきろくファイナル, Gūzen no Kiroku Fainaru?) (2012)